# Agustí Rios Ferrer
Agustí Rios Ferrer (Vilanova i la Geltrú, 12 setembre 1945) és un artista encampadà que resideix a Andorra des de l'any 1972.

## Biografia
Agustí Rios Ferrer va néixer el 12 de setembre de 1945, al passeig del Carme de Vilanova i la Geltrú. Fill de família marinera, de  jove aprèn l'ofici d'ebenista a la fusteria Cal Ramos. El 1970 es casa amb Maria Alberta Rius Casañas, amb la que tindrà tres fills, en David (1971), la Lurdes (1973) i en Sergi (1976). L'any 1972 es trasllada amb la família a viure a Encamp (Principat d'Andorra).
Fa la seva primera exposició col·lectiva l'any 1974, a la sala d'exposicions de la Caixa de Pensions d'Andorra la Vella. Fins a l'actualitat ha participat en més de 70 exposicions col·lectives i ha realitzat 26 exposicions individuals en diversos països.
Des de l'any 1992 fins al 2019 va impartir classes de dibuix i pintura a l'Escola d'Art del Comú d'Encamp.
A finals de la dècada de 1980, de la mà de Carles Tomàs Casals, es va introduir dins el món dels goigs. Aquesta nova faceta artística el portarà a col·leccionar i il·lustrar un bon nombre d'exemplars, tant en gravat, com en dibuix.

## Estil i tècnica
L'estil que conrea és figuratiu, bàsicament dins de l'àmbit paisatgístic i la natura morta. La temàtica de les seves obres es basen en gran part en el paisatge muntanyenc i arquitectònic andorrà, sobretot en l'estil romànic de les esglésies i cases rurals del Pirineu d'Andorra. A més de paisatges, també ha creat marines.
Les tècniques amb les quals treballa són la pintura a l'oli, aquarel·la, però també s'expressa amb el dibuix, la tinta xinesa i el gravat.

## Exposicions destacades

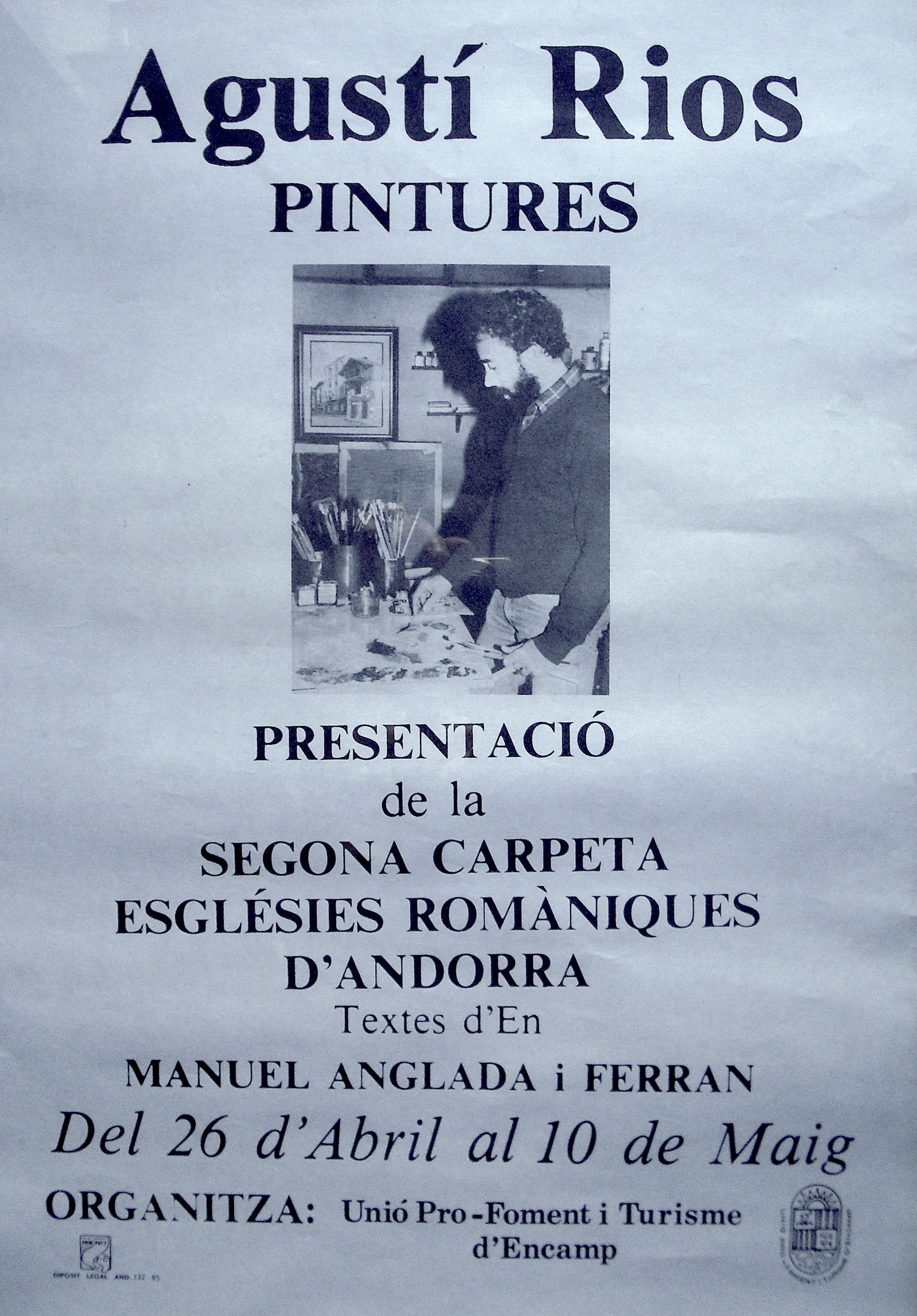
Cartell Presentació II Carpeta d'Esglésies Romàniques 1985.

- 1974: 1ª exposició, col·lectiva a la Caixa de Pensions d'Andorra la Vella.
- 1978: 1ª exposició individual. Sala Vell i Nou. Vilanova i la Geltrú.
- 1983: "Art espagnol de l'immigration à travers l'Europe". Grand Palais. París.[9]
- 1987: Mini Print Internacional de Cadaqués. Artista convidat. Catalunya.
- 1989: "Goigs de la parròquia d'Encamp", exposició de dibuixos. Encamp.
- 1994: Exposició a la Casa d'Andorra a París.
- 1995: Exposició a la Sala d'Exposicions del Comú d'Encamp.
- 1998: Exposició "De la idea a la realitat", procés creatiu dels vitralls de Santa Eulàlia d'Encamp.[10]
- 1999: Exposició conjunta amb Sergi Rios. Sala d'Exposicions del Comú d'Encamp.
- 2015: Exposició "una mirada al romànic". CAEE, Centre d'Art d'Escaldes-Engordany.[11]
- 2018: Exposició de bodegons, olis i aquarel·les. Sala d'Exposicions del Comú d'Encamp.[12]

## Altres
- 1983 i 1985, I i II Carpeta d'Esglésies Romàniques d'Andorra. Amb textos de Manuel Anglada i Ferran.
- 1995, Llibre: "Paisatges d'Andorra, Agustí Rios" (Ed. Comú d'Encamp, 1995).

- Del 1996 al 1998, per encàrrec del Comú d'Encamp, realitza els vitralls de l'església de Santa Eulàlia d'Encamp, amb els mestres vitrallers barcelonins de Josep Maria Bonet.[13]

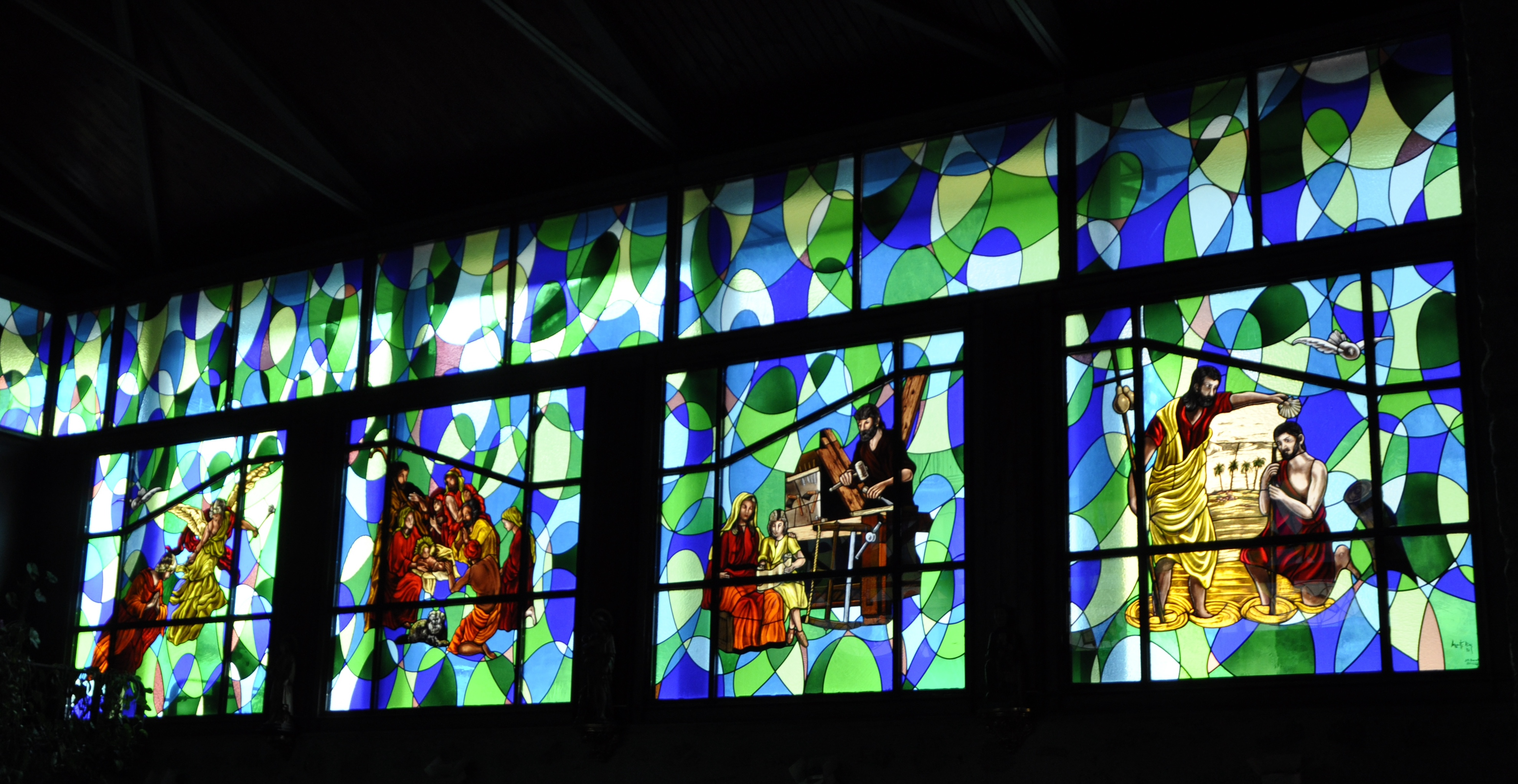
Vitralls de l'església de Santa Eulàlia d'Encamp, façana sud.